# Trnava

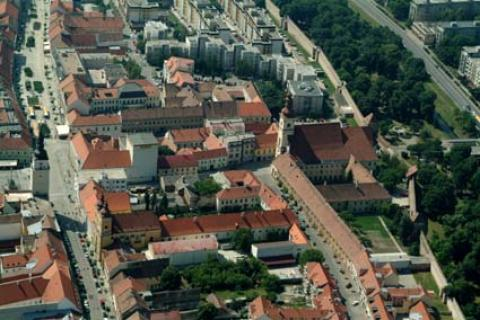
Luftaufnahme von Trnava

Trnava (Ausspracheⓘ; deutsch Tyrnau, ungarisch Nagyszombat, lateinisch Tyrnavia) ist eine Stadt mit 63.180 Einwohnern (Stand 31. Dezember 2024) im Westen der Slowakei nordöstlich der Hauptstadt Bratislava. Trnava ist sowohl Hauptstadt des Trnavský kraj als auch des Kreises Trnava.
Außerdem ist die Stadt seit 1978 Sitz eines Erzbistums, mit dessen Errichtung die Slowakei zum ersten Mal zu einer von Ungarn unabhängigen Kirchenprovinz wurde.

## Geographie
Die Stadt liegt im Westen des Landes, im Trnavský kraj, der von Tschechien her nach Ungarn langgezogen ist. Sie liegt inmitten des Hügellands Trnavská pahorkatina, einem Teil des größeren Donautieflands beiderseits des Flüsschens Trnávka. Das Zentrum befindet sich auf der Höhe von 146 m n.m. Die nächstgelegenen Gebirge sind die Kleinen Karpaten im Nordwesten und der Inowetz im Nordosten. Das Gemeindegebiet umfasst rund 71,5 km². Trnava ist ca. 55 Kilometer nordöstlich von Bratislava, der Hauptstadt der Slowakei, entfernt.
Das Klima ist überwiegend warm und trocken mit milden Wintern. Die durchschnittliche Jahrestemperatur beträgt 9 bis 10 °C. Am wärmsten ist es im Juli (20,3 °C), am kältesten im Januar (2,2 °C). Der jährliche Niederschlag bewegt sich zwischen 420 und 800 mm.

## Geschichte

### Von der Frühzeit bis zum Ende des 19.Jahrhunderts
Trnava entstand an einer Kreuzung alter Handelsstraßen mit Besiedlungsnachweisen seit der Urzeit. Besonders zahlreich sind Funde aus der Altbronzezeit und der Zeit der Kelten. Die heutige Stadt entstand aus einem Ort, der sich auch nach dem Zerfall von Großmähren weiter entwickelte.
Im 13. Jahrhundert wurde die slawische Siedlung von deutschen Siedlern nachbesiedelt, deren Anteil jedoch in der Folge allmählich wieder gesunken ist. Die Stadt wurde zum ersten Mal 1211 schriftlich erwähnt (s. u.). Der Titel der Königlichen Freistadt wurde im Jahre 1238 vom ungarischen König Béla IV. verliehen. Durch günstigere Handelsbedingungen entwickelte sich der landwirtschaftlich geprägte Ort zu einem Zentrum des Handels und der Handwerke. Seine Bedeutung wurde vom Marktrecht, acht große Jahresmärkte veranstalten zu dürfen, noch weiter angehoben. 1418 wurde die Stadt von den Hussiten erobert, die sich hier bis 1425 aufhielten.
Nach der ungarischen Niederlage in der Schlacht bei Mohács im Jahr 1526 und der osmanischen Besetzung von Gran im Jahr 1543 wurde der Hauptsitz des Erzbischofs mit dem Kapitel in Tyrnau gebracht und war bis 1820 Sitz des Erzbistums Gran (ab 1978 wieder eigenes Erzbistum). So wurde die Stadt das kirchliche und kulturelle Zentrum des von den Osmanen nicht besetzten Königlichen Ungarn, das die heutige Slowakei, das Burgenland, Westungarn und Kroatien umfasste, im Gegensatz zu Pressburg, das zum politischen Zentrum wurde. In der langen Zeit der Türkenkriege büßte die Stadt einen großen Teil ihrer Bewohner ein, andererseits kamen viele Ungarn hinzu.

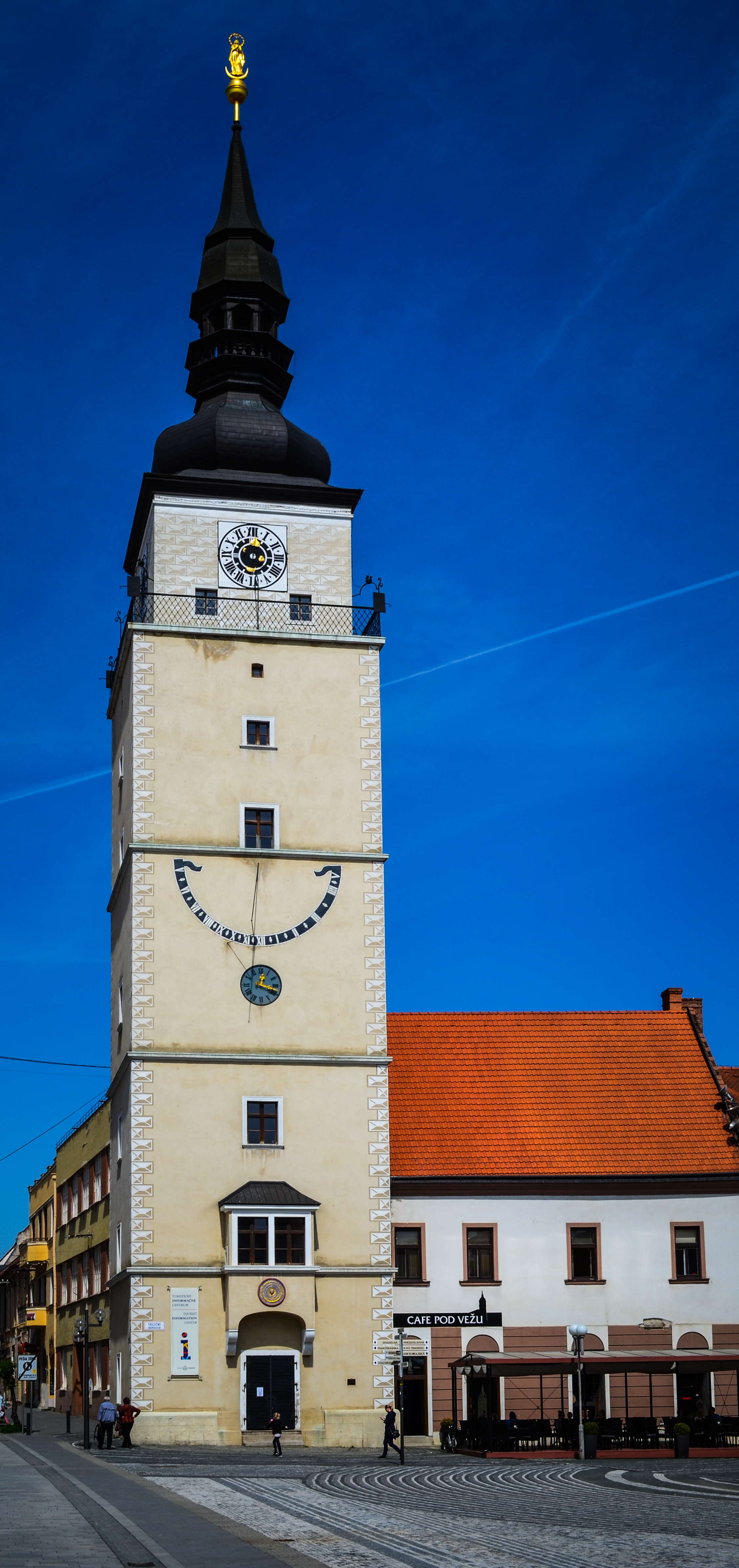
Stadtturm

Die Stadt war ab dem 17. Jahrhundert ein Zentrum der ungarischen Gegenreformation. Von 1635 bis 1777 gab es hier die Tyrnauer Universität, deren Gründung der Erzbischof Péter Pázmány veranlasst hatte. Die Nachfolgerinnen dieser Universität sind die heutige Eötvös-Loránd-Universität und die Katholische Péter-Pázmány-Universität in Budapest. Zugleich litt die Stadt unter den Aufständen des 17. Jahrhunderts. 1621 fand beim Ort die Schlacht bei Tyrnau statt, wo eine kaiserliche Armee dem Heer von Gábor Bethlen unterlag. Später brannten die Aufständischen von Emmerich Thököly den Ort nieder, wodurch auch 4000 Menschen ums Leben kamen. Letztendlich fand 1704 wieder eine Schlacht bei dem Ort statt zwischen einem kaiserlichen Heer und den Aufständischen von Franz Rákóczi.
1777 wurde die Tyrnauer Universität per Anordnung von Maria Theresia nach Ofen verlegt, wodurch die Stadt an Bedeutung verlor. Am Ende des 18. Jahrhunderts (als Fortsetzung der Tradition der Tyrnauer Universität) war Trnava ein Zentrum der slowakischen Gelehrten. So beruhte auch die erste slowakische Sprachkodifikation (von 1787 durch Anton Bernolák) auf dem slowakischen Dialekt aus der Gegend von Trnava.
Im Jahr 1831 gründeten die Bürger das Stadttheater. 1846 erreichte die Tyrnauer Pferdeeisenbahn von Pressburg aus die Stadt und führte weiter noch auch Sereď am Ufer der Waag. Nach dem Österreichisch-Ungarischen Ausgleich im Jahr 1867 setzte eine Periode der Magyarisierung ein, die bis zum Ersten Weltkrieg dauerte. Dessen ungeachtet wurde von den Slowaken der Verein Spolok sv. Vojtecha gegründet, der auch nach der Schließung von Matica slovenská das slowakische Bewusstsein aufrechterhielt. Die alte Pferdeeisenbahn wurde für den Dampfbetrieb umgebaut und in den folgenden Jahrzehnten erweitert.

### Im 20. Jahrhundert

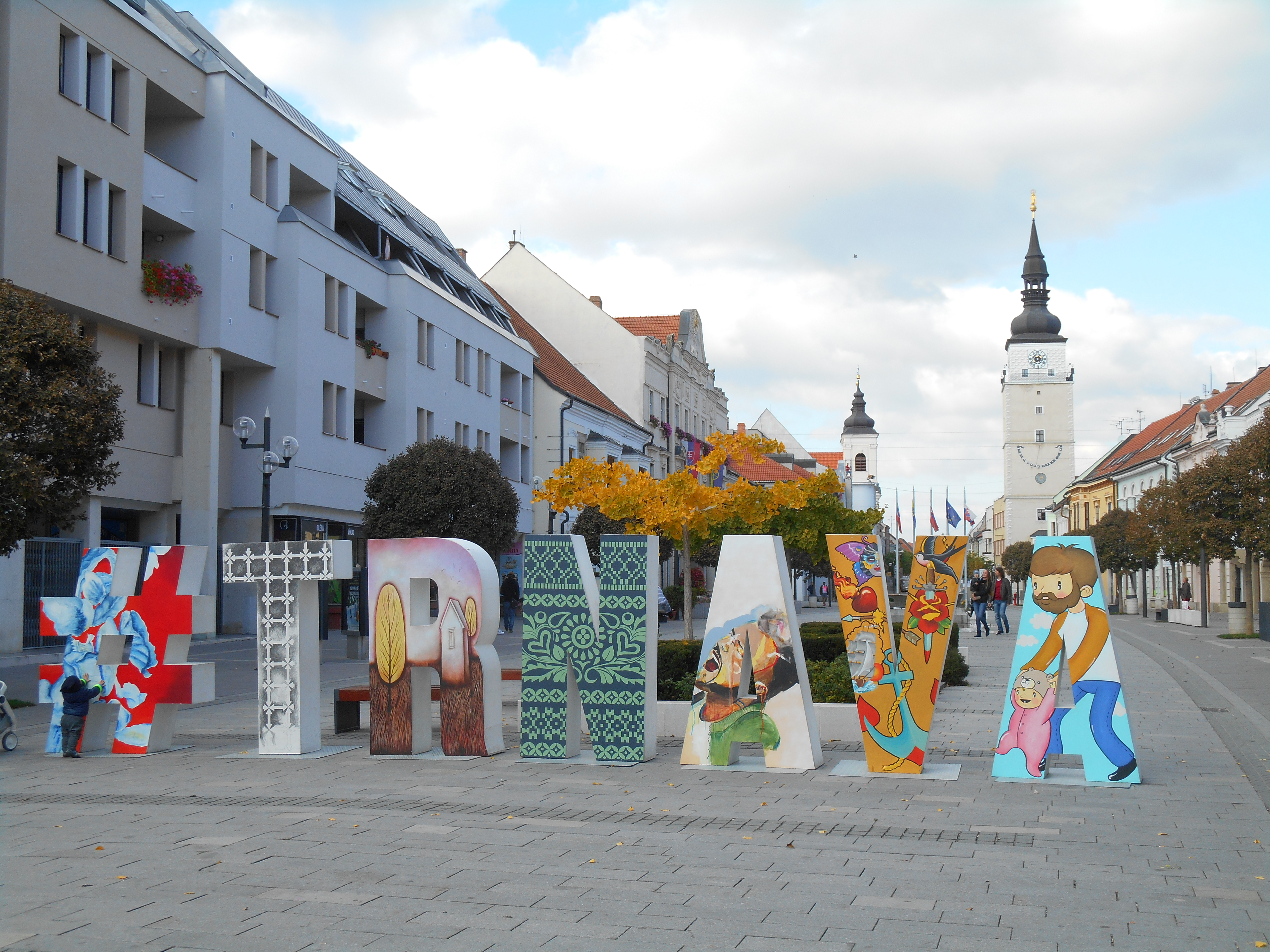
Blick in die Fußgängerzone

Nach dem Zerfall von Österreich-Ungarn nahmen die tschechoslowakischen Truppen die Stadt am 24. November 1918 ein, nachdem sie zuerst vom 7. bis 13. November besetzt worden war. Damit wurde Trnava Teil der Tschechoslowakei und 1939–1945 Teil der Ersten Slowakischen Republik. 1971 wurden die Gemeinden Hrnčiarovce nad Parnou und Modranka eingegliedert, 1974 kam auch Biely Kostol hinzu.
1992 wurde die Universität Trnava gegründet. 1997 kam die St. Cyril und St. Methodius-Universität hinzu.

### Nach dem Zerfall der Tschechoslowakei
Trnava gehört seit 1993 zur unabhängigen Slowakei.
Im Jahr 1994 schloss sich Hrnčiarovce nad Parnou dem Stadtkreis von Trnava an. 1996 wurde die Stadt Sitz des neu geschaffenen Trnavský kraj.

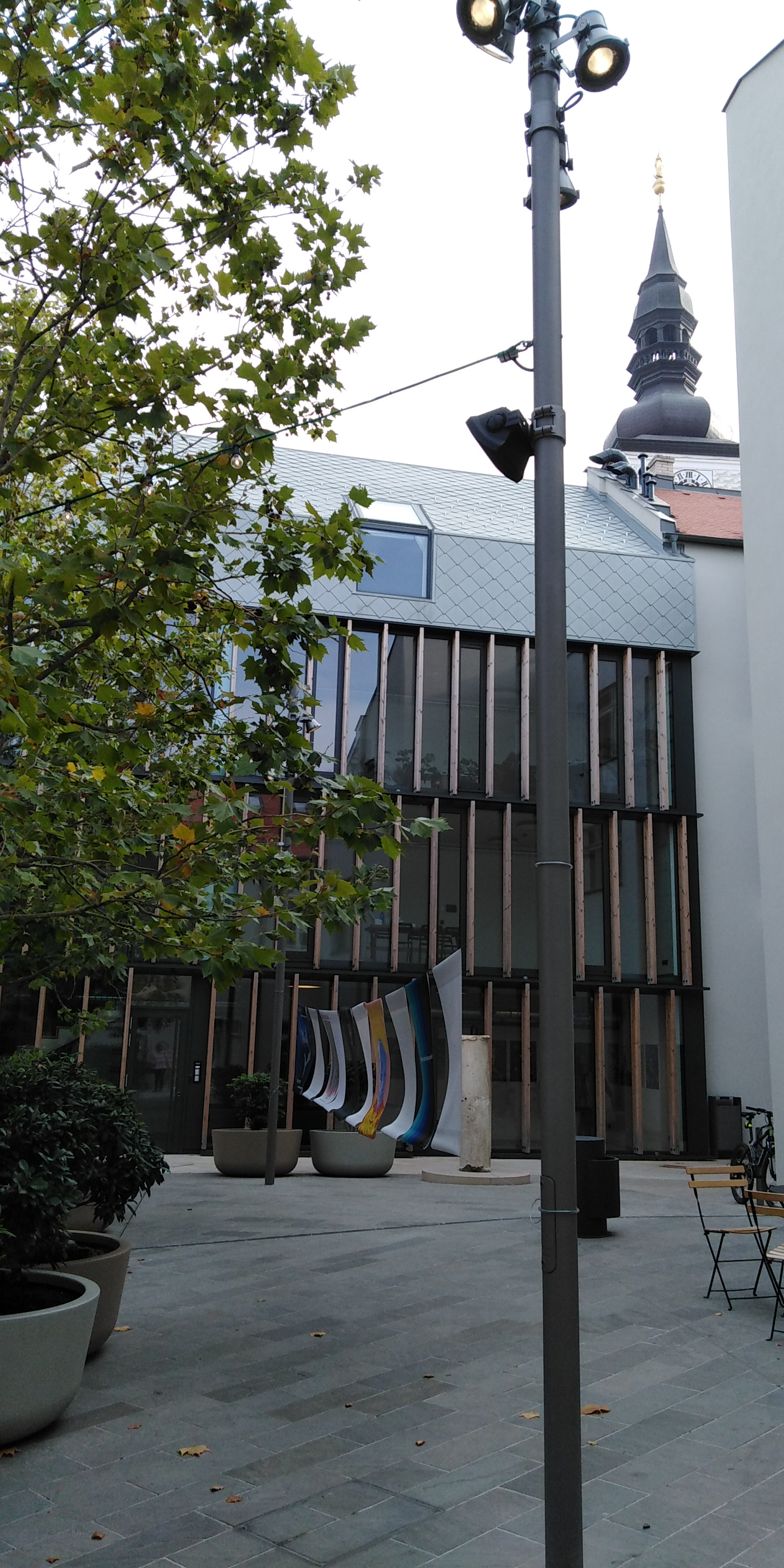
Klein Berlin – Raum für Kunstszene in Trnava

Trnava ist auch wegen des alljährlichen internationalen Dobrofestivals, welches immer am Dreifaltigkeitsplatz stattfindet, bekannt. Aus dieser Stadt stammten einst die Dopyera-Brüder, die 1908 in die USA emigrierten und dort die Dobro-Gitarren anfertigten und dieser Art von Gitarre ihren Namen gaben.

### Name
Die ersten Quellenbelege stammen aus dem 13. Jahrhundert (z. B. 1211 Sumbot, 1240 Turnaw, 1271 Tirnauia Zomboth dicta – etwa „Trnava, Szombat genannt“). Der slowakische Name ist vom Namen des Flusses Trnava (heute Trnávka) abgeleitet, der so viel wie durch das Dornendickicht fließend (tŕnie = Dornenbusch u. Ä.) bedeutet. Die deutsche Form ist von der slowakischen abgeleitet.
Die ungarische Form (Nagy)szombat belegt als Zumbotel im Jahre 1238 – „(Großer) Samstag“ – bezieht sich auf den Markttag.
1914 wurde in Wien-Favoriten (10. Bezirk) die Tyrnauer Gasse nach der Stadt benannt.

## Stadtbild und Bauwerke

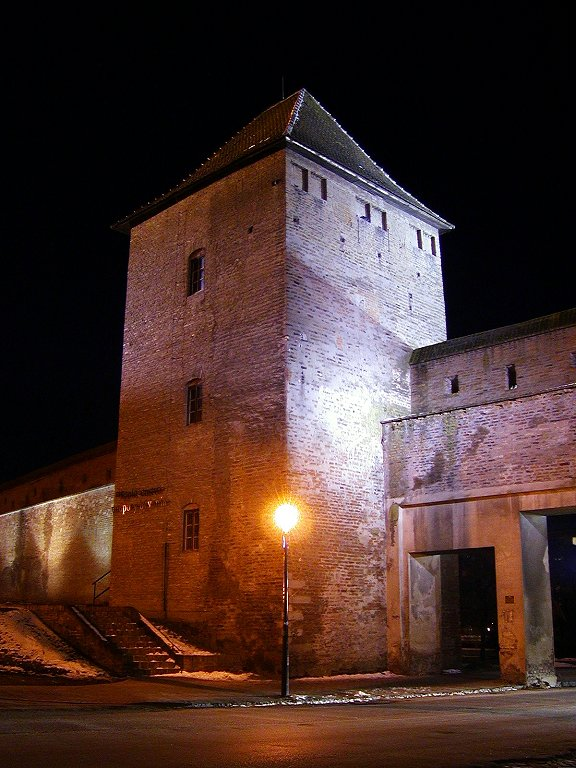
Bastion am Bernolák-Tor

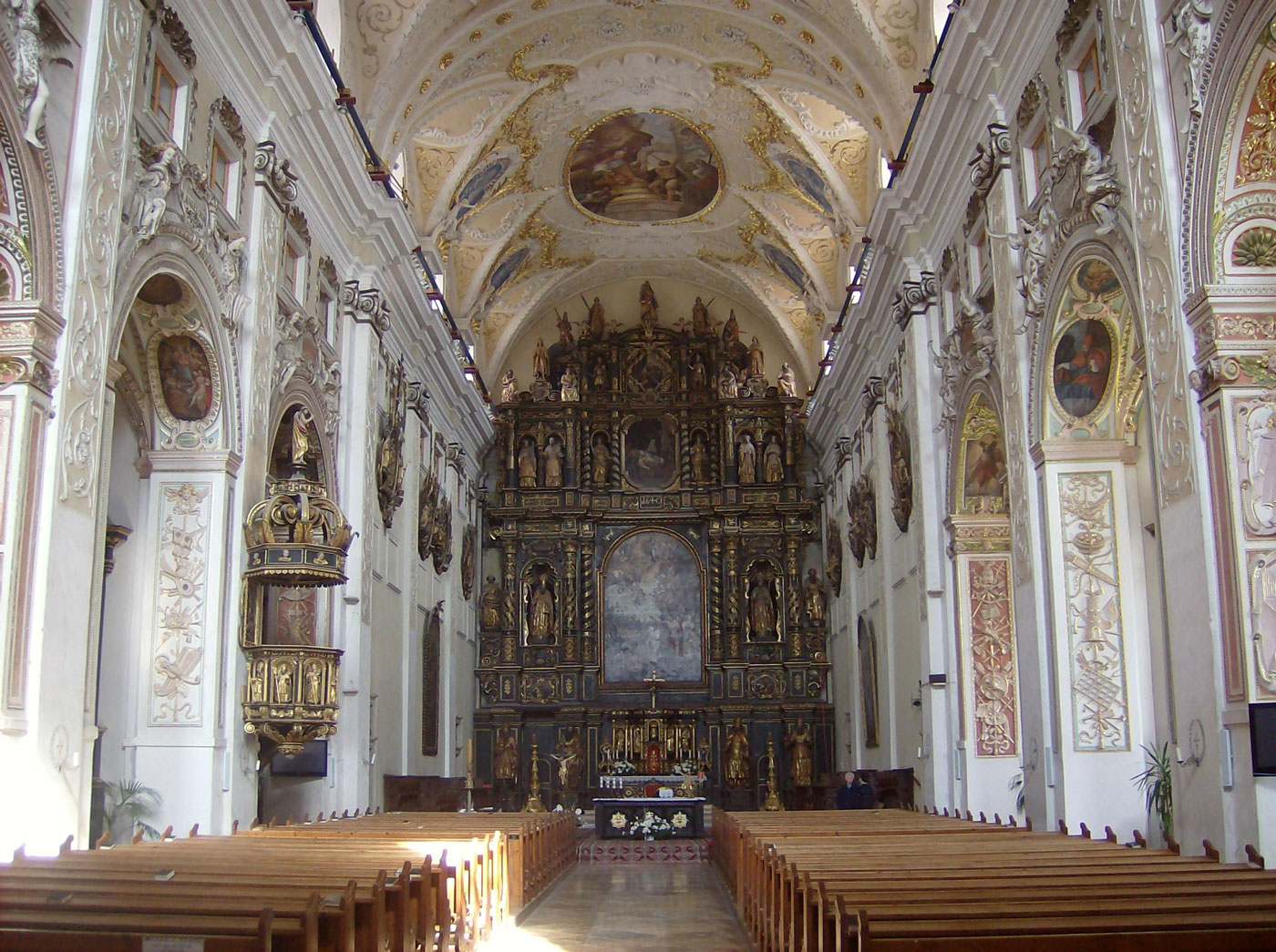
Kathedrale des heiligen Johannes des Täufers (Trnava)

Das historische Stadtzentrum zeichnet sich unter anderem durch eine größere Zahl an Kirchen aus und wird daher auch Kleines Rom (parva Roma) oder heutzutage auch Slowakisches Rom genannt.
Zu den bekanntesten Kirchen zählt der Dom des Hl. Nikolaus, eine spätgotische Kirche aus dem Jahr 1380. Im Jahr 1629 kamen die zwei Flügelkapellen hinzu, 1739–41 wurde auf der Nordseite eine achteckige Barockkapelle erbaut, die auch das heilige Bild der Maria von Trnava beherbergt. Weiter gehört hierzu die Kathedrale des heiligen Johannes des Täufers, die heute Sitz des Erzbistums ist und 1637, noch nicht fertiggestellt, geweiht wurde. Die zweitürmige Kirche gehörte zu den Universitätsgebäuden, daher fanden in der Kirche auch theologische Diskussionen und Promotionen statt. Das Herzstück des Inneren ist der 1640 fertiggestellte hölzerne Altar. Weitere Kirchen in der Altstadt sind die Franziskanerkirche des Hl. Jakob, die Kirche der Dreifaltigkeit, die einst den Jesuiten gehörte, Kirche der Hl. Helene, 1924 erbaute evangelische Kirche und andere. Das Erzbischof-Palais im Renaissance-Stil war von 1562 bis 1820 Sitz des Graner Erzbischofs.
Aus den säkularen Gebäuden gehören hier der Renaissance-Stadtturm am Dreifaltigkeitsplatz (Trojičné námestie), der auch eine kleine Ausstellung über die Geschichte der Stadt beherbergt, das Rathaus und das Gebäudekomplex der ehemaligen Tyrnauer Universität. Teilweise ist auch die ehemalige Stadtbefestigung mit einem Tor erhalten.
An die jüdische Anwesenheit erinnern die orientalische Synagoge Status quo Ante und die Orthodoxe Synagoge, beide aus dem Ende des 19. Jahrhunderts.

## Demographie
| Jahr                | 1994   | 2004    | 2014    | 2024    |
| ------------------- | ------ | ------- | ------- | ------- |
| Anzahl der Personen | 70.017 | 69.140  | 65.713  | 63.180  |
| Unterschied         |        | −1,25 % | −4,95 % | −3,85 % |

| Jahr                | 2023   | 2024    |
| ------------------- | ------ | ------- |
| Anzahl der Personen | 62.955 | 63.180  |
| Unterschied         |        | +0,35 % |

Bei der Volkszählung von 2001 wurden 70.286 Einwohner registriert, von denen 96,89 % Slowaken, 0,79 % Tschechen, 0,27 % Roma und 0,21 % Ungarn waren. Nach der Konfession dominierte die römisch-katholische Kirche mit 71,85 %, während 18,37 % der Einwohner sich als Atheisten bezeichneten. 5,73 % machten keine Angaben und 2,93 % bekannten sich zur evangelischen Kirche des Augsburger Bekenntnisses (A. B.).
1891 – bereits unter starkem staatlichen madjarischen Einfluss – zählte man unter 11.560 Einwohnern 6.564 Slowakisch-, 3.154 Deutsch- und 1.625 Ungarischsprachige, 9.324 Katholiken, 1.558 Juden und 593 Lutheraner. Die bedeutende jüdische Gemeinde sprach zum größten Teil deutsch. 1930 zählte man unter 23.948 Einwohnern 20.225 (84,4 %) Slowaken, 1.044 (4,3 %) Deutsche und 864 (3,6 %) Ungarn.
Von 1991 (71.783 Einwohner) bis 2011 war – bedingt durch die Nähe zu den Zentren Bratislava und Wien – ein Rückgang der Bevölkerung um 8 % zu verzeichnen. Die Branchen mit den meisten Erwerbstätigen sind das produzierende Gewerbe, Erziehung und Unterricht sowie das Gesundheitswesen.

## Stadtgliederung
Die Stadt gliedert sich in sechs Stadtteile mit zehn Stadtvierteln:
1. Trnava-stred mit den Stadtvierteln Staré mesto (Altstadt) und Špiglsál (Spiegelsaal)
2. Trnava-západ mit dem Stadtviertel Prednádražie,
3. Trnava-juh mit den Stadtvierteln Tulipán und Linčianska
4. Trnava-východ mit den Stadtvierteln Hlboká und Vozovka
5. Trnava-sever mit den Stadtvierteln Kopánka, Zátvor und Vodáreň
6. Modranka (1971 eingemeindet; deutsch Modersdorf)

## Infrastruktur

### Verkehr
Trnava ist ein Verkehrsknotenpunkt mehrerer Straßen, die sowohl überregional als auch regional bedeutend sind. In der Stadt selbst kreuzen sich die Straßen I/51, deren erster Teil von Tschechien aus hier endet, und I/61, die alte Hauptstraße von Bratislava in den Norden der Slowakei. Die frühere Straße verläuft auf der im Jahr 2012 vollständig fertiggestellten Ostortsumgehung. Am Südende der Ortsumfahrung beginnt die Schnellstraße R1 nach Nitra und Banská Bystrica, die am Autobahnknoten Trnava die Autobahn D1 (Bratislava–Žilina) kreuzt.
Aber auch für die Eisenbahn ist Trnava ein Knotenpunkt. Durch die Stadt verläuft die zweigleisige Bahnstrecke Bratislava–Žilina. Außerdem enden hier die beiden eingleisigen Bahnstrecken von Kúty und Sereď. Alle genannten Bahnstrecken sind elektrifiziert. Am Bahnhof, der südlich des Ortszentrums liegt, halten sowohl mehrere Nahverkehrszüge als auch Schnell- oder Intercity-Züge nach Bratislava, Prievidza, Žilina, Martin, Košice und Humenné.
Der öffentliche Personennahverkehr in der Stadt und in die umliegenden Gemeinden wird von der Gesellschaft ARRIVA Trnava, a.s. mit aktuell (2016) 14 Linien betrieben.

### Fernwärme
Trnava wird mit Fernwärme aus dem etwa 15 km entfernt liegenden Atomkraftwerk Bohunice versorgt. Die thermisch aus dem Atomkraftwerk auskoppelbare Leistung liegt bei 170 MW.

## Wirtschaft
Seit 1992 ist der schwedische Möbelkonzern IKEA mit einem Produktionsstandort in Trnava präsent. Das Werk ist auf die Verarbeitung von Spanplatten und die Herstellung von Büromöbeln spezialisiert und beschäftigt rund 500 Mitarbeiter.
2003 wurde mit dem Bau einer Werks des Stellantis-Konzerns begonnen und insgesamt 700 Millionen Euro investiert. Seit Juni 2006 wird in Trnava der Peugeot 207 produziert, seit Dezember 2008 zusätzlich das Modell Citroën C3 Picasso. Das Werk ist auf eine Jahresproduktion von ca. 300.000 Wagen ausgelegt und zählt rund 3.000 Beschäftigte. 2010 wurden 186.150 Fahrzeuge hergestellt. Darüber hinaus haben sich eine Reihe von Zulieferbetrieben in Trnava angesiedelt, wie etwa ZF Friedrichshafen, Boge Rubber & Plastics Group oder die belgische ALRO Group.
Seit 2021 heißt das Automobilwerk Stellantis Slovakia.

## Sport
Spartak Trnava ist ein slowakischer Fußballverein, der in der höchsten slowakischen Fußballliga, der Niké liga spielt und schon in der Tschechoslowakei einer der besten Fußballvereine war. Er trägt seine Spiele in der City Arena – Štadión Antona Malatinského aus.
Der HK Trnava spielt seit 2004 in der zweithöchsten slowakischen Eishockeyliga, der 1. Liga und trägt seinem Heimspiele im 3.600 Zuschauer fassenden Mestský zimný štadión aus.

## Städtepartnerschaften
Trnava hat Partnerschaften mit folgenden 10 Städten und Gemeinden abgeschlossen:
- Balakovo, Russland
- Břeclav (Lundenburg), Tschechien
- Casale Monferrato, Italien
- Chomutov (Komotau), Tschechien
- Charkiw (Charkow), Ukraine
- Novo Mesto (Rudolfswerth), Slowenien
- Sangerhausen, Deutschland
- Szombathely (Steinamanger), Ungarn
- Varaždin (Warasdin), Kroatien
- Zabrze (Hindenburg O.S.), Polen

## Persönlichkeiten

### Söhne und Töchter der Stadt

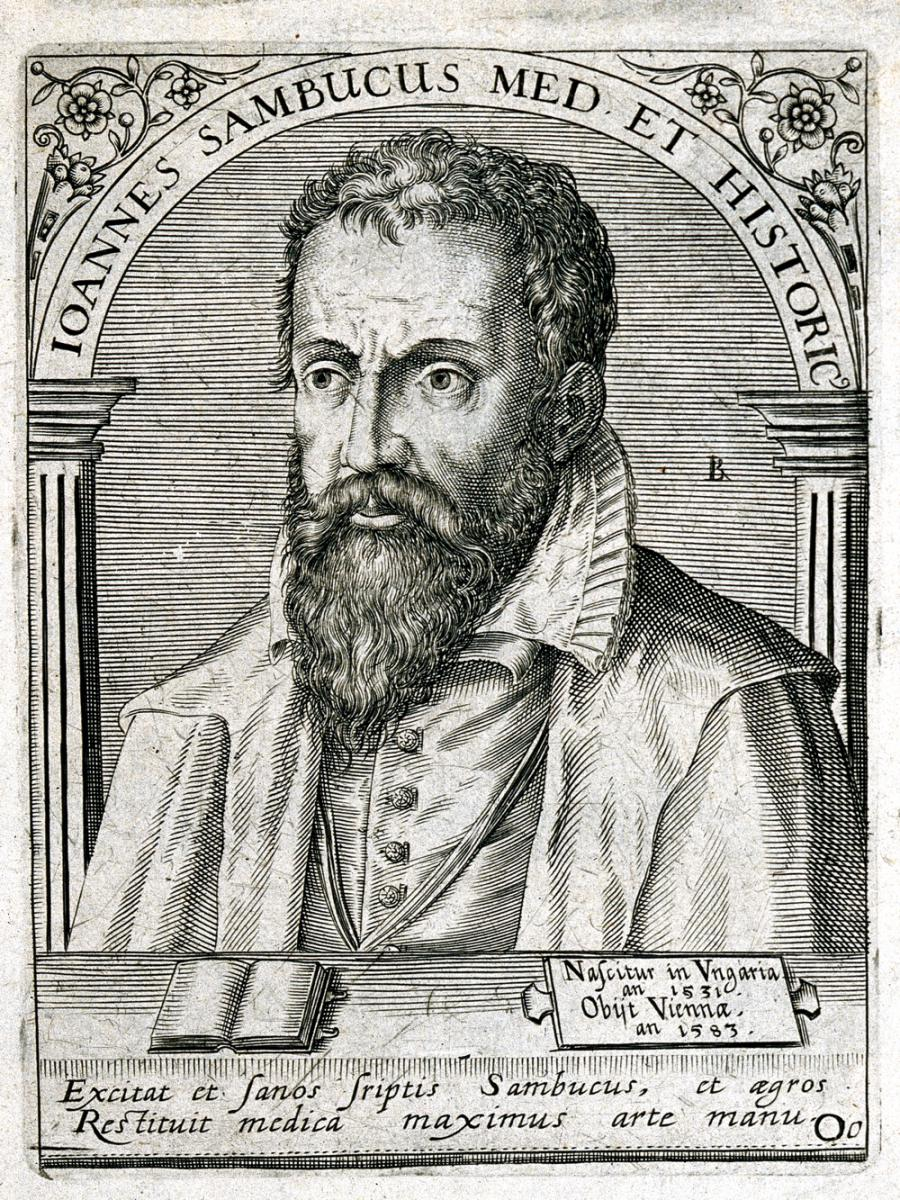
Johannes Sambucus

- Johannes Sambucus (1531–1584), Arzt, humanistischer Philologe, Dichter, Kunstsammler sowie Mäzen
- György Káldi (1573–1634), Jesuit, Priester, bedeutender Bibelübersetzer
- József Majláth (1737–1810), ungarischer Hofbeamter, Staatsminister, Gouverneur von Fiume und Obergespan
- Józef Vurum (1763–1838), Bischof von Székesfehérvár (1816–1822), Bischof von Grosswardein (Oradea Mare) (1822–1827), Bischof von Nitra (1827–1838)
- Juraj Haulik von Váralya (1788–1869), Erzbischof von Zagreb und späterer Kardinal sowie kroatischer Ban
- Viktor von Schmeidel (1856–1920), österreichischer Landesgerichtsrat
- Ludwig Schlesinger (1864–1933), deutscher Mathematiker
- Mauriz Balzarek (1872–1945), österreichischer Architekt
- Mikuláš Schneider-Trnavský (1881–1958), Komponist
- Árpád Belko (1910–1998), Fußballspieler
- Štefan Lukačovič (1913–2001), Architekt
- Alfréd Wetzler (1918–1988), slowakischer Jude, entkam dem Vernichtungslager KZ Birkenau, Autor
- Ladislav Burlas (1927–2024), Komponist und Musikwissenschaftler
- Imrich Stacho (1931–2006), Fußballtorwart
- Daniel Belluš (1938–2011), Chemiker und Forschungsleiter in Basel (Schweiz)
- Juraj Beneš (1940–2004), Komponist, Lehrer und Pianist
- Jozef Heriban (* 1953), Schriftsteller und Drehbuchautor
- Igor Prieložný (* 1957), Volleyballspieler und -trainer
- Pavol Blažek (* 1958), Leichtathlet
- Stanislav Zvolenský (* 1958), Erzbischof des Erzbistums Bratislava
- Milan Mikuláš (* 1963), tschechischer Leichtathlet
- Igor Matovič (* 1973), slowakischer Ministerpräsident
- Miroslav Karhan (* 1976), Fußballnationalspieler
- Libor Charfreitag (* 1977), Hammerwerfer
- Miloš Putera (* 1982), Handballspieler
- Juraj Halenár (1983–2018), Fußballspieler
- Nina Poláková (* um 1985), Balletttänzerin und -direktorin
- Silvia Vašková (* 1985), Fußballnationalspielerin
- Michaela Ábelová (* 1985), Basketballspielerin
- Taťána Kuchařová (* 1987), Fotomodell in Opočno, wurde 2006 tschechische Miss World
- Tereza Nvotová (* 1988), Regisseurin und Schauspielerin
- Martin Slaninka (* 1989), Handballspieler
- Lucia Haršányová (* 1990), Fußballspielerin
- Jana Vojteková (* 1991), Fußballnationalspielerin
- Miloš Karol (* 2002), Tennisspieler
- Adam Hagara (* 2006), Eiskunstläufer
- Johanka Ivanovičová (* 2006), Badmintonspielerin
- Renáta Jamrichová (* 2007), Tennisspielelerin

### In Trnava wirkten
- Péter Pázmány (1570–1637), Philosoph und Theologe, Hauptfigur der ungarischen Gegenreformation; 1607–16 war er in Diensten Ferenc Forgáchs, des Erzbischofs von Gran mit Sitz in Trnava, nach dessen Tod 1616 Erzbischof mit Sitz in Trnava, 1629 Kardinal; 1619 gründete Pázmány in Trnava eine Erziehungsanstalt für Katholiken und das Adalbertinum als Priesterseminar.
- Marko von Križevci (1589–1619), kroatischer Priester und Heiliger; in Trnava bestattet
- Joseph Umstatt (1711–1762), bedeutender österreichischer Komponist der Übergangszeit zwischen Spätbarock und Frühklassik, ein Wegbereiter der Wiener Klassik
- Zoltán Kodály (1882–1967), ungarischer Komponist, Musikpädagoge und Musikethnologe; besuchte von 1892 bis 1900 das Gymnasium der Stadt und sang im Domchor

## Siehe auch

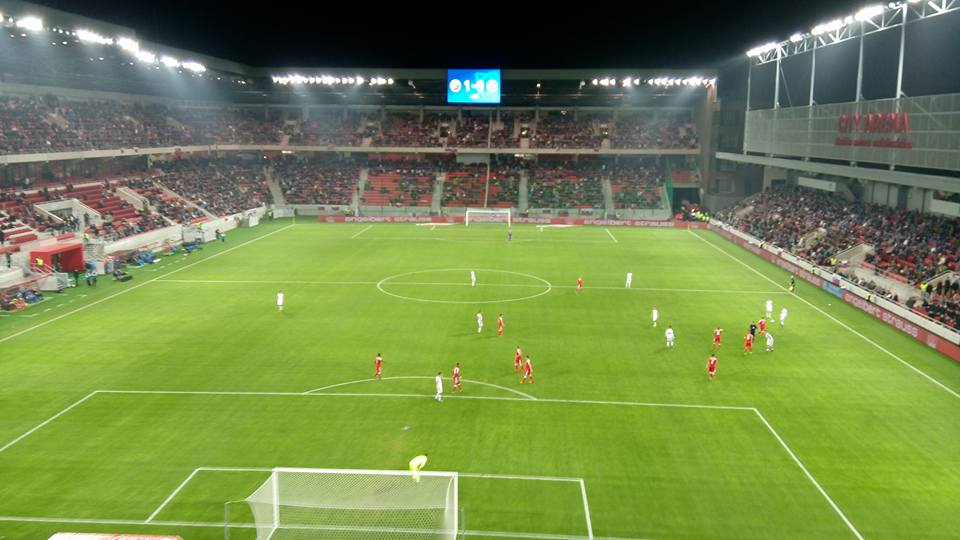
City Arena - Štadión Antona Malatinského, Heimstadion von FC Spartak Trnava